# ساول شوتون
ساول شوتون (بالإنجليزية: Saul Shotton)‏ هو لاعب كرة قدم بريطاني في مركز الدفاع، ولد في 10 نوفمبر 2000 في ستوك أون ترينت في المملكة المتحدة. لعب مع ستوك سيتي ونادي بوري.